# 栃木県立宇都宮北高等学校
栃木県立宇都宮北高等学校（とちぎけんりつうつのみやきたこうとうがっこう）は栃木県宇都宮市に所在する公立の高等学校。2003年（平成15年）度スーパーイングリッシュランゲージハイスクール指定校。

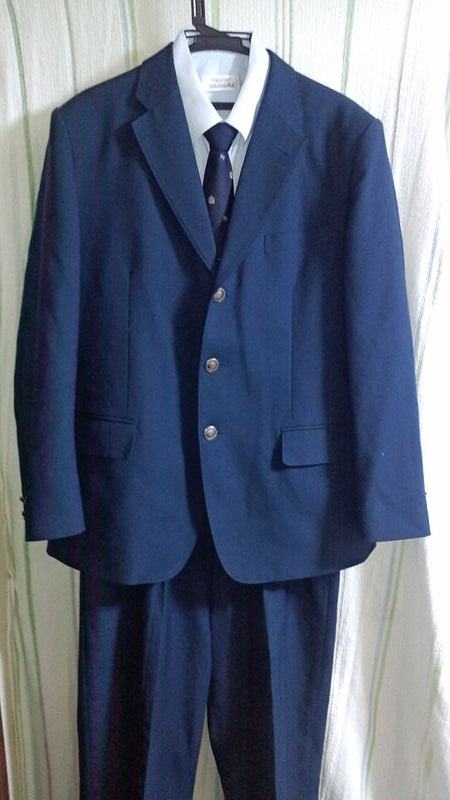
男子冬用制服（新）

## 設置学科
- 普通科
  - 文型（文Ⅰ、文Ⅱ）
  - 理型

## 概要
教育目標
人間性豊かで、我が国の伝統・文化を理解し、国際感覚をもって社会で活躍する人材を育成する。　
IEA
1,2,3年生は、週1時間、IEA(International Education Activities)という独自の授業がある。その内容は主にグループ単位での自主研究で、テーマは、地域研究、比較文化、紛争の研究、歴史研究などがある。生徒自身が課題を発見し、議論することで自国理解と国際理解を深めている。2年の学年末には、IEA研究発表会を行い最優秀賞を決定。
留学制度
姉妹校への短期留学制度があり、毎年20名を派遣している。

## 沿革
- 1980年（昭和55年）4月：開校
- 1980年（昭和55年）5月：県教委指定「国際理解教育実験学校」～1981年（昭和56年）まで
- 1984年（昭和59年）5月：県教委指定「体力つくり研究学校」～1985年（昭和60年）まで
- 1986年（昭和61年）2月：推薦入学者選抜の実施
- 1987年（昭和62年）3月：生徒指導室「北葦寮」竣工
- 1992年（平成4年）5月：文部省指定「ティーム・ティーチング研究推進校」～1993年（平成5年）まで
- 2000年（平成12年）2月：フルブライト・メモリアル基金指定「2000年度マスターティーチャープログラム日米共同教育事情」～2001年度（平成13年度）
- 2000年（平成12年）3月：スクールマスコット「北斗」のデザイン決定
- 2003年（平成15年）：2003年度スーパーイングリッシュランゲージハイスクール指定（3年間）
- 2010年（平成22年）11月10日：創立３０周年記念式典挙行
- 2011年（平成23年）4月：新制服へ移行

## 学校行事
| 全校行事 - 始業、終業、卒業式 - 生徒総会 - 春季スポーツ大会 - 課外授業 - 北高祭 - 秋季球技大会 - IEA研究発表大会 - (随時)短・長期留学生受け入れ、派遣 | 第1学年行事 - 入学式 - 学習合宿 | 第2学年行事 - 修学旅行 | 第3学年の行事 ・大学入学試験 ・卒業式 |

## 生徒会活動
| 評議会 構成員：役員、各HR委員長、各専門委員長、各部会代表 - 専門委員会 右記参照 - 文化部部会 役職：代表、サブ代表、書記 - 運動部部会 | 専門委員会 役職：委員長、副委員長、書記 - 環境整備 - 生活 - 図書 - 保健 - 体育 - 会誌編集 - 放送 - 新聞編集 - 安全 | 役員会 構成員：会長、副会長、書記、庶務、会計監査 - 北高祭実行委員会 - 予算委員会 |

## 校内施設

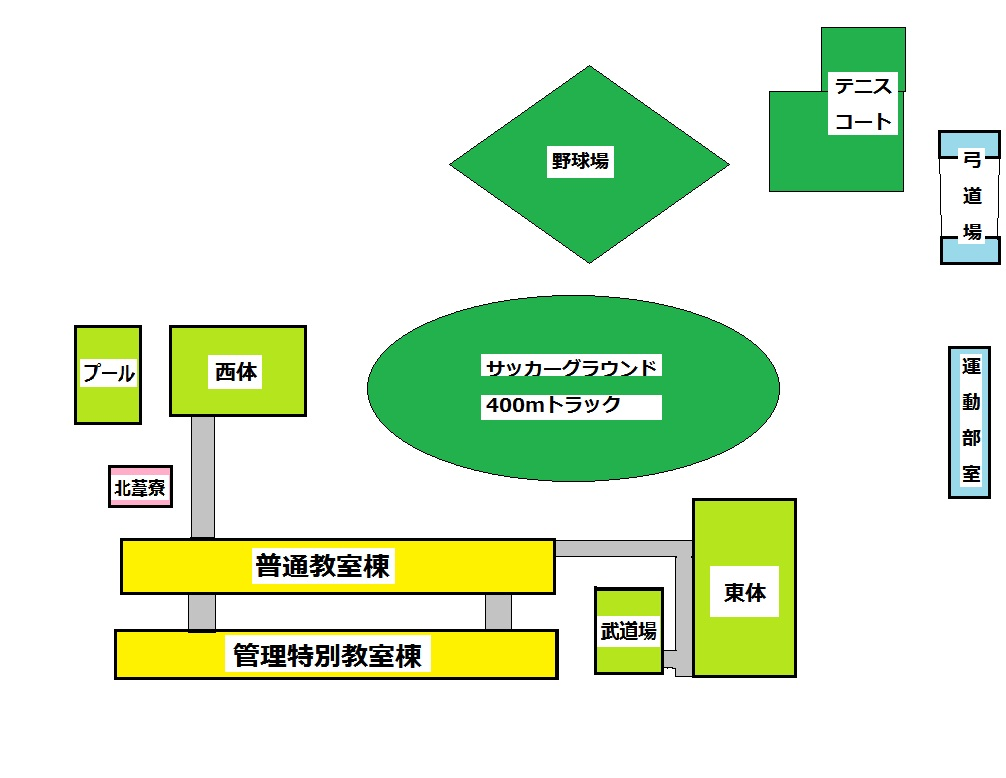
学校施設配置簡略図

- 校舎2棟（管理棟、教室棟、文化部室など）
- 体育館兼講堂（東）
- 第２体育館（西）
- 武道館
- プール
- 生活指導室（北葦寮）
- 運動部室
- 野球場
- テニスコート
- サッカーグランド、400mトラック
- 弓道場

## 部活動
構成員：部長、副部長、会計、部員等
| 運動部部会 - 剣道 - サッカー - 柔道 - テニス - バスケットボール - バドミントン - バレーボール - 野球 - 陸上競技 - 弓道 - 卓球 - ダンス - チアリーディング | 文化部部会 - IEC(国際交流) - 映画 - 吹奏楽 - 写真 - 美術 - 文芸 - 演劇 - 囲碁・将棋 - JRC(青少年赤十字) - マイコン - 科学研究 - 茶道 - 小倉百人一首かるた - 書道 | 同好会 現在は文化部系のみである - 漫画研究 - クッキング - 英語研究 |

## 各種成績等
年号の横が無印は出場、漢数字は順位、吹奏楽に関しては賞の色
- 国体

陸上競技（2002,2003,2004四）、山岳（2006一,2007一）、馬術（2009一,2010一）、バドミントン男子シングルス(2018)
- インターハイ

陸上競技（1997,2000,2021,2022）、フィギュアスケート（冬季2009）、バドミントン男子シングルス(2018,2019)、バドミントン男子ダブルス(2019)、バドミントン男子団体(2018,2019)
- 全国高等学校総合文化祭

小倉百人一首（2003）、書道（2003,2005）、弁論（2005）
- 各全国大会（部活など種目名を主に冠しているもの）

バドミントン（1988）、フィギュアスケート（1990,2008）、弓道（1990）、吹奏楽（選抜10周年1998理事長賞,1999～,連盟理事長,会長,審査委員長,ヤマハ,キリン賞）、陸上競技（2003,2004,）、将棋（新人2005）、高校生「ダンス甲子園」優勝（2010）、スケート（2010）
- 英語系

JICA国際協力中学生・高校生エッセイコンテスト（特別学校賞、2006,2008,2009,2011）、全国高等学校英語スピーチコンテスト（2008二）
- 吹奏楽系

吹奏楽マーチンクバンド・バトントワリング全国大会（1996金）、全日本マーチングフェスティバル（1997優秀賞、グッドサウンド賞）、日本管楽合奏コンテスト（1997最優秀賞）、全日本アンサンブルコンテスト全国大会（1999金管八重奏銀賞）、吹奏楽部ジャンヌダルク祭参加（2000）、全国学校合奏コンクール全国大会（2010奨励賞）
- 山岳系

スポーツクライミング国際競技大会（山岳部、2005）、スポーツクライミング世界ユース選手権（2006一）、フリークライミング日本選手権ミレーカップ（2006総合一）、フリークライミングリードジャパンカップ（2006一）、フリークライミングジャパンカップ（2007一）、フリークライミングワールドカップ（2007）
- その他の大会、表彰など

高野山競書大会（2009弘法大師賞）、日本ジュニアグランプリ（バドミントン2010）、選抜高等学校野球大会（「21世紀枠」2009推薦校表彰）、ローザンヌ国際バレエコンクール（2009）

## 著名な出身者
- 笑福亭和光（落語家）
- 福嶋真理子（アナウンサー、気象予報士）
- 渡辺一宏（アナウンサー、北日本放送→フリー）
- 佐藤美希（女優、タレント）[1]
- 関口雄大（元プロ野球選手）
- 高山啓義（サッカー審判員）
- 相樂亨（サッカー審判員）
- 北條聡 (サッカー解説者)
- 安間佐千（フリークライミング選手）
- 楢﨑智亜（フリークライミング選手）
- 大久保琉唯（K-1ファイター）

## 著名な関係者
- 岩原篤男 - 吹奏楽指導者